# Wkładka paszportowa
Wkładka paszportowa – rodzaj dokumentu podróży, wydawanego obywatelom polskim w latach 60. i 70. XX wieku, uprawniającego do podróżowania po niektórych krajach tzw. „demokracji ludowej”. We wkładce paszportowej nie było zdjęcia jej posiadacza – ważna była tylko łącznie z polskim dowodem osobistym.
Po częściowej liberalizacji w połowie lat 70. zasad przekraczania granic w obrębie krajów bloku wschodniego (na podstawie dowodu osobistego z wstemplowaną odpowiednią adnotacją uprawniającą do przekraczania granicy) wyszły z użycia „wkładki paszportowe wielokrotne” w formie książeczek, natomiast do podróżowania do Jugosławii (wówczas traktowanej odmiennie od pozostałych europejskich krajów bloku wschodniego) niezbędne były inne wkładki paszportowe, ważne tylko do jednokrotnego wyjazdu z Polski i powrót do kraju.

## Galeria
Wygląd wkładki paszportowej wielokrotnej (wyd. 1972, ważna 5 lat)

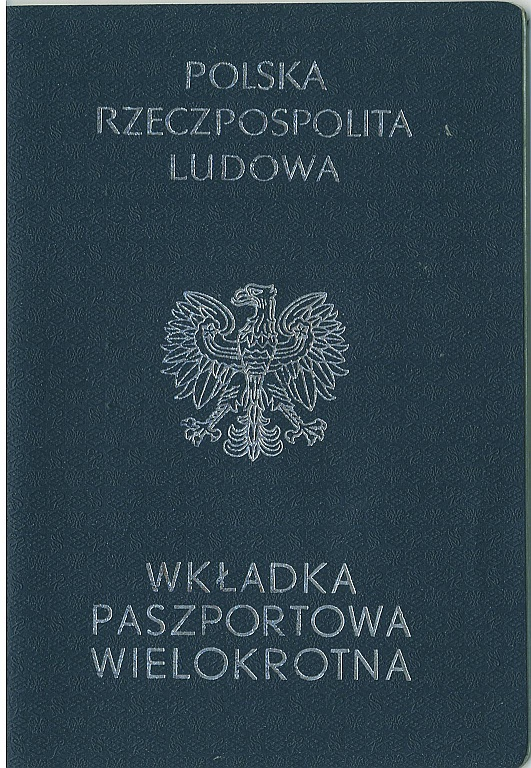
okładka
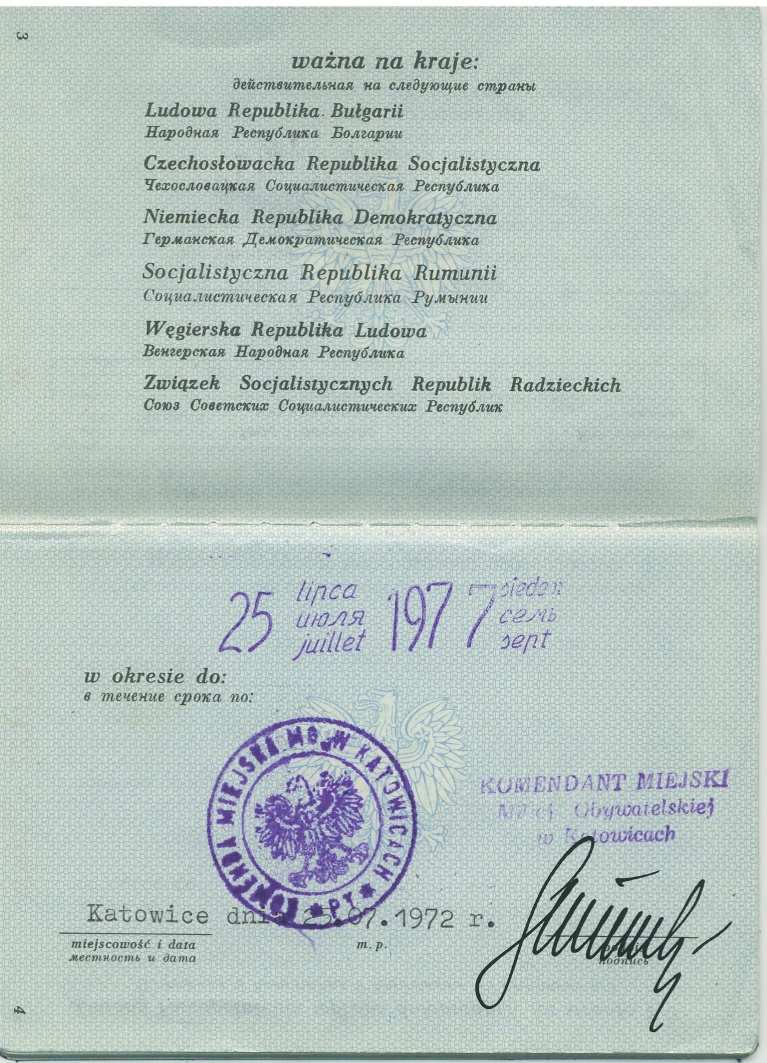
określenie ograniczonej ważności
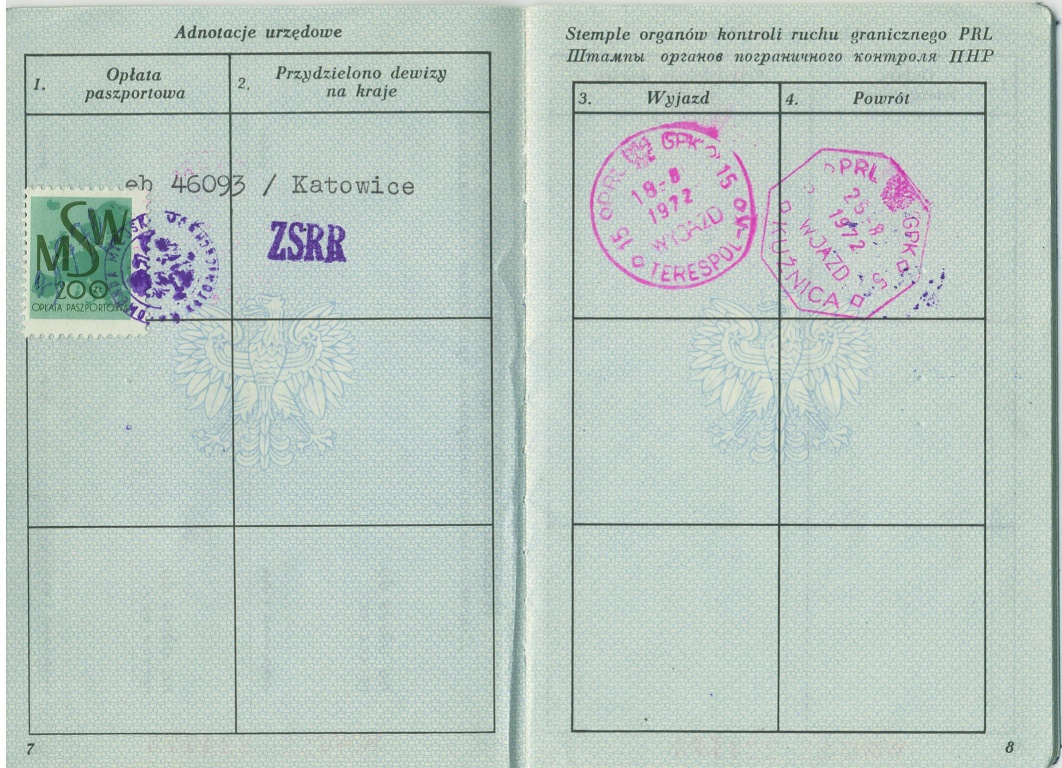
opłata paszportowa i stemple polskiej kontroli granicznej
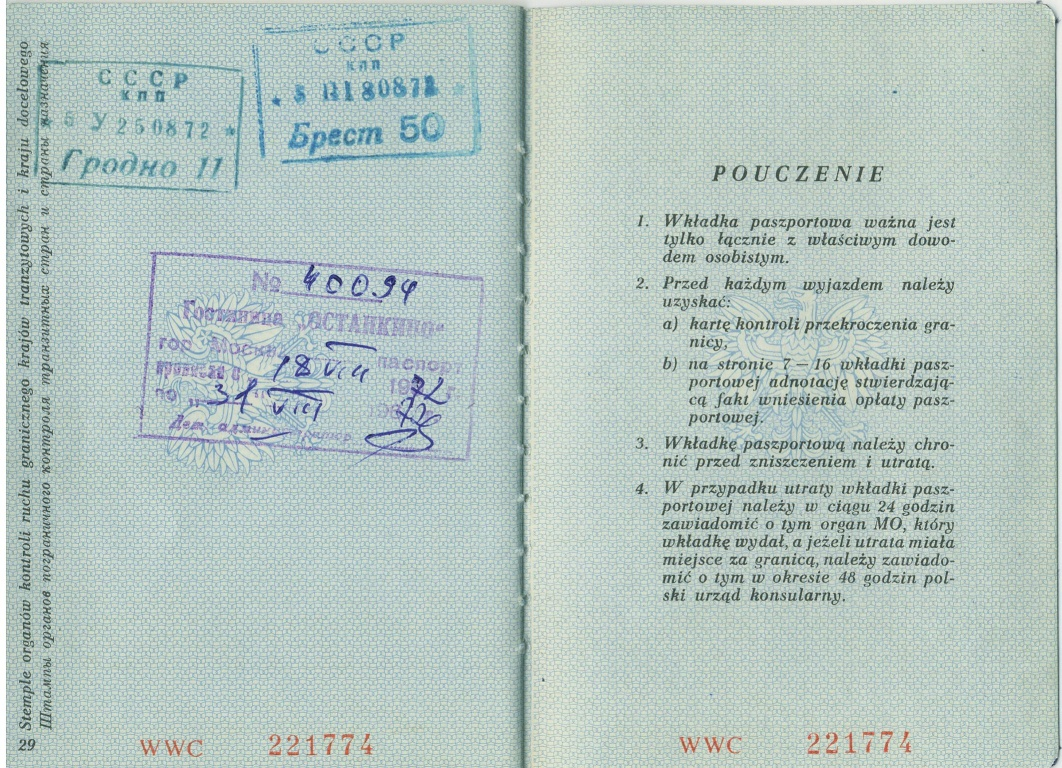
stemple graniczne ZSRR i stempel zameldowania w hotelu w Moskwie